# ولفينشتاين
ولفينشتاين (بالألمانية: Wolfenstein)، هي سلسلة ألعاب الفيديو الإلكترونية من نوع تصويب منظور الشخص الأول وإطلاق النيران على العدو النازي، صدرت لعبة سنة 1981م تحت عنوان كاسل ولفينشتاين، وصدرت آخر الإصدارات الحديثة سنة 2019م تحت عنوان ولفينشتاين: يانغ بلود.